# Лав у хералдици
Лав, као цар животињског света, је најчешћи и најраспрострањенији мотив у хералдици. У хералдици се појављује као симбол владара и одраз снаге. Традиционално симболизује храброст, племенитост, племство, снагу и достојанство, јер се историјски лав сматра "краљем звери". У зависности од положаја у ком је приказан, може имати врло различита значења.

## Историја
Животиње "варварских" (евроазијских) претходника хералдичких дизајна вероватно су коришћене као симболи кланова. Симетрично упарене животиње налазе примену од уметности периода миграција преко острвске уметности до романичке уметности и хералдике. Усвојене у германској традицији око 5. века, поново су усвојене у хришћанском контексту у западним краљевствима Галије и Италије у 6. и 7. веку. У то време, мало Европљана је имало прилику да се сусретне са стварним лавовима, тако да су сликари морали да се ослањају на традиционалне приказе и нису имали стварне животиње као моделе.
Лав као хералдички симбол присутан је од најранијег развоја хералдике у 12. веку. Један од најранијих познатих примера  какав је касније почео да се практикује може се видети на гробу грофа Жофруа Плантагенета, грофа Анжујског, који је умро 1151. године. Емајл, који је вероватно наручила Жофруова удовица између 1155. и 1160. године, приказује га како носи плави штит украшен са шест златних лавова и плави шлем украшен још једним лавом. Хроника из 1175. наводи да је Жофруа добио штит овог описа када га је његов таст, Хенри I, прогласио за витеза 1128. године.
Ранији хералдички писци приписивали су лавове Енглеске Вилијаму Освајачу, али најранији доказ о повезаности лавова са енглеском круном је печат који носи два лава "passant" (лав који хода, са подигнутом десном предњом шапом, а свим осталим на земљи), који је користио будући краљ Џон за живота свог оца Хенрија II који је умро 1189. године. Пошто је Хенри био син Жофруа Плантагенета, чини се разумним претпоставити да је усвајање лавова као хералдичког амблема од стране Хенрија или његових синова могло бити инспирисано Жофруовим штитом. Верује се да је Џонов старији брат, Ричард Лављег Срца, који је наследио свог оца на престолу, први носио грб са три лава „passant-guardant” (лав у пролазу стражари), још увек грб Енглеске, пошто је раније користио два пропета лава, што је такође могло припадати његовом оцу.
Грбови из 13. века укључују грбове куће Свере (грб Норвешке), Лудовинга (лав од Хесеа који је користио Конрад од Тирингије), Луксембурга, краљевине Рутеније, куће Хабзбурга, краљевине Бугарске и јерменског краљевства Киликија (Рубенид).
За разлику од орла, који је релативно редак у хералдици јер је био резервисан као царски симбол, лав је постао симбол витештва и није био ограничен само на краљевске грбове.

## Положаји лавова
у хералдици сада постоји онолико ставова (положаја) колико хералдикова машта може да дочара, као резултат све веће потребе за диференцијацијом, али врло мало њих је очигледно било познато средњовековним хералдичарима.
Положаји лава могу бити: passant, reguardant, statant, statant guardant, couchant, rampant guardant, rampant with two heads, two lions rampant combatant, rampant queue-fourché, rampant double queued, rampant,tail nowed, coward, sea lion, tricorporate, salient, sejant erect, sejant, dormant...

## Државни грбови
Лав као мотив се појављује на грбовима Белгије, Бугарске, Данске, Естоније, Норвешке, Уједињеног Краљевства, Финске, Холандије, Чешке и Црне Горе.

## Примери
- Два лава у пролазу (two lions passant)
- Пропети лав (lion rampant)
- Лав у нападу гледа иза себе (lion rampant reguardant)
- Лав у пролазу стражари (lion passant guardant)